# Ligne Mattstetten – Rothrist
La ligne Mattstetten – Rothrist est la première ligne à grande vitesse suisse. Elle permet de relier Berne à Olten en 25 minutes. Elle est la pièce maîtresse du projet Rail 2000.

## Le tracé
La ligne classique, vieille de 150 ans, traverse de nombreux villages et il était difficile de la modifier pour pouvoir aller plus vite. Il a donc été décidé de construire une nouvelle ligne, parallèle à la ligne classique. Elle a donné lieu à de vives discussions étant donné qu'elle pouvait dénaturer le paysage. La ligne est longue de 45 kilomètres, elle comporte 16 passages pour les cours d'eau, 20 ponts routiers, 3 passages à gibier mais aucune gare.
Un embranchement permet d'entrer ou de sortir (en provenance d'Olten uniquement) pour Soleure puis Bienne.

## La construction
La ligne a été divisée en 4 parties d'environ 9 à 12 kilomètres de long en fonction des ouvrages d'art à construire. Le coup d'envoi de la construction a été donné le 16 avril 1996 par le conseiller fédéral Moritz Leuenberger.

## ETCS niveau 2
Le système de contrôle ETCS n'ayant pas été jugé assez au point[réf. nécessaire] par le conseil fédéral, une signalisation classique (signaux lumineux le long de la voie) a donc été installée pour la mise en service, ce qui a eu pour effet de limiter la vitesse maximale des trains à 160 km/h en raison des contraintes de sécurité propres à la signalisation au sol. Une accélération à 200 km/h a été permise ensuite avec l'installation de la signalisation embarquée ETCS niveau 2, mise en service commercial le 2 juillet 2006 en soirée. Son exploitation est progressivement étendue et, en décembre 2006, la plage horaire d'exploitation du service passagers s'étendait de 21h à 24h et le trafic de fret démarrait ensuite, toujours en ETCS niveau 2.

## Mise en service
La ligne a été mise en service le 12 décembre 2004 en même temps que le nouvel horaire Rail 2000. Elle permet de faire passer le temps de parcours de 72 minutes à 56 minutes entre Berne et Zurich.